# Hélder Vieira Dias
Manuel Hélder Vieira Dias Júnior, conhecido pela alcunha de "Kopelipa" (Luanda, 4 de outubro de 1953) é um general e político angolano. Atuou como Ministro de Estado e Chefe da Guarda Presidencial e, portanto, Chefe da Casa Militar da Presidência da República. 
Kopelipa é membro do Movimento Popular de Libertação de Angola (MPLA), tendo sido considerado uma das pessoas de confiança do então presidente José Eduardo dos Santos. O general foi referido como "o mais graduado e mais confiável membro do partido do presidente".
Foi diretor do gabinete do Governo de Unidade e Reconciliação Nacional, na altura uma das principais posições governamentais em Angola. Juntamente com os generais Francisco Higino Carneiro, João Maria de Sousa, Roberto Leal Monteiro e Kundi Paihama, é um dos militares mais influentes e um dos líderes militares que ocuparam os principais cargos ministeriais no governo do MPLA, o partido político que governa Angola desde que conquistou a independência de Portugal em 1975.